# Olle Bauman
Olle Bauman, född 6 december 1935, är en svensk konstnär och författare.

## Utbildning och verksamhet
Olle Bauman är son till filmregissören och -producenten Schamyl Bauman och Wera Spjuth och spelade med i faderns film Vi tre som femåring. Han studerade vid Signe Barths målarskola i Stockholm 1956-60 och för Lennart Rodhe på Kungliga Konsthögskolan i Stockholm 1960-65. Han har varit lärare på flera konstskolor, bland annat tio år på Pernbys målarskola i Stockholm och skrivit ett antal böcker om konst.
I sin konst har han arbetat i den tidiga modernismens anda:
| ”             | Där, i den dubbelheten, mellan målaridén inom mig och den påtagliga verkligheten framför mig, finns en spänning. Och den spänningen är för mig en källa till ständig oro och minst lika mycket glädje, och så stor har den oron och den glädjen alltid varit att jag aldrig ens snuddat vid tanken att teckna eller måla någonting som ingenting föreställer. Därför tror jag på det föreställande, för oss alla väsentligen igenkännbara motivet som den självklara grunden för mitt arbete med abstraktionen (vad skulle jag annars abstrahera?) och som en av de två elementära krafterna, som tillsammans ger måleriet: naturen och idéerna. | „ |
| – Olle Bauman | |   |

## Offentliga verk i urval
- Hisshallen i Karolinska Universitetssjukhuset Huddinge